# No. 13
No. 13 ist das zwölfte Studioalbum des österreichischen Austropop-Musikers und Liedermachers Wolfgang Ambros, es ist sein sechstes Nummer-eins-Album.

## Produktion
Wolfgang Ambros und seine Bandkollegen Günter Dzikowski, Helmut Nowak und Peter Koller von der Die No. 1 vom Wienerwald produzierten 1986 das Studioalbum No. 13.

## Titelliste
1. I söba – 4:16 (Günter Dzikowski, Helmut Nowak, Ambros)
2. Ignorantenstadl – 3:54 (Ambros)
3. Bettina – 3:05 (Ambros)
4. Connections – 3:31 (Ambros)
5. Langsam wochs' ma z'amm – 4:19 (Ambros)
6. A wilder Bua – 4:31 (Günter Dzikowski, Peter Koller, Ambros)
7. Schwesternlied – 3:05 (Günter Dzikowski, Ambros)
8. Alarm! – 3:37 (Günter Dzikowski, Peter Koller, Ambros)
9. Lebendes Relikt – 5:14 (Ambros)
10. Mamma – 3:02 (Ambros)

## Cover
Das Cover-Layout zeigt den gewohnten geschwungenen W.-Ambros und darunter No. 1-Schriftzug ergänzend mit der Ziffer „3“ die No. 13 ergibt.

## Charts und Chartplatzierungen
| ChartsChartplatzierungen | Höchstplatzierung | Monate |
| ------------------------ | ----------------- | ------ |
| Österreich (Ö3)          | 1 (10 Mt.)        | 10     |